# Håvard Engelien
Håvard Engelien (* 16. März 1969) ist ein ehemaliger norwegischer Skeletonsportler.
Håvard Engelien begann 1994 mit dem Skeletonsport und gehörte seit 1996 dem Nationalkader Norwegens an. Er debütierte im Januar 1996 in La Plagne im Skeleton-Weltcup und wurde dort 39. Bei der Skeleton-Weltmeisterschaft 1996, einen Monat später, startete er in Calgary erstmals bei einer Skeleton-Weltmeisterschaft und wurde 32. Mit Platz 14 in Lake Placid erreichte er bei der Skeleton-Weltmeisterschaft 1997 ein erstes gutes internationales Ergebnis. In der Saison 1997/98 gewann er in La Plagne zu Beginn der Saison als 19. erste Weltcuppunkte. Es blieb zudem das beste Ergebnis des Norwegers im Weltcup. In St. Moritz startete Engelien 1996 zum dritten Mal bei einer Weltmeisterschaft und wurde 25. In Lillehammer wurde er zudem norwegischer Meister. 2003 und 2005 wurde er hinter Snorre Pedersen Vizemeister und 2004 Dritter. 2004 nahm er in Winterberg letztmals an einem Weltcuprennen teil, 2005 bestritt er sein letztes internationales Rennen. Nach seiner Karriere wurde er Skeletontrainer und betreute unter anderem Helge Grande Stærk und Knut Moe.